# Caldesia parnassifolia
Caldesia parnassifolia är en svaltingväxtart som först beskrevs av Carl von Linné, och fick sitt nu gällande namn av Filippo Parlatore. Caldesia parnassifolia ingår i släktet Caldesia och familjen svaltingväxter. IUCN kategoriserar arten globalt som livskraftig. Inga underarter finns listade.

## Bildgalleri

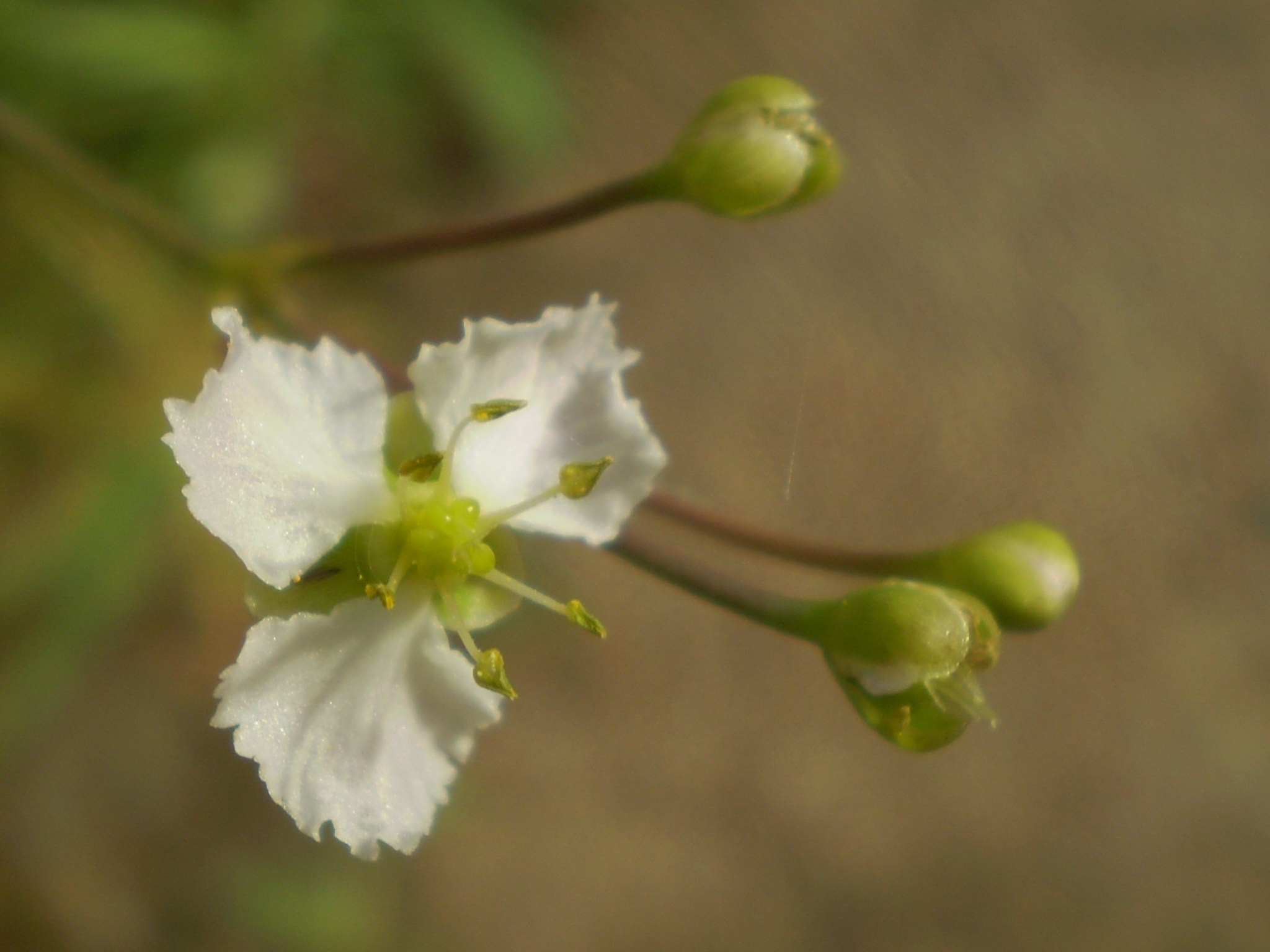
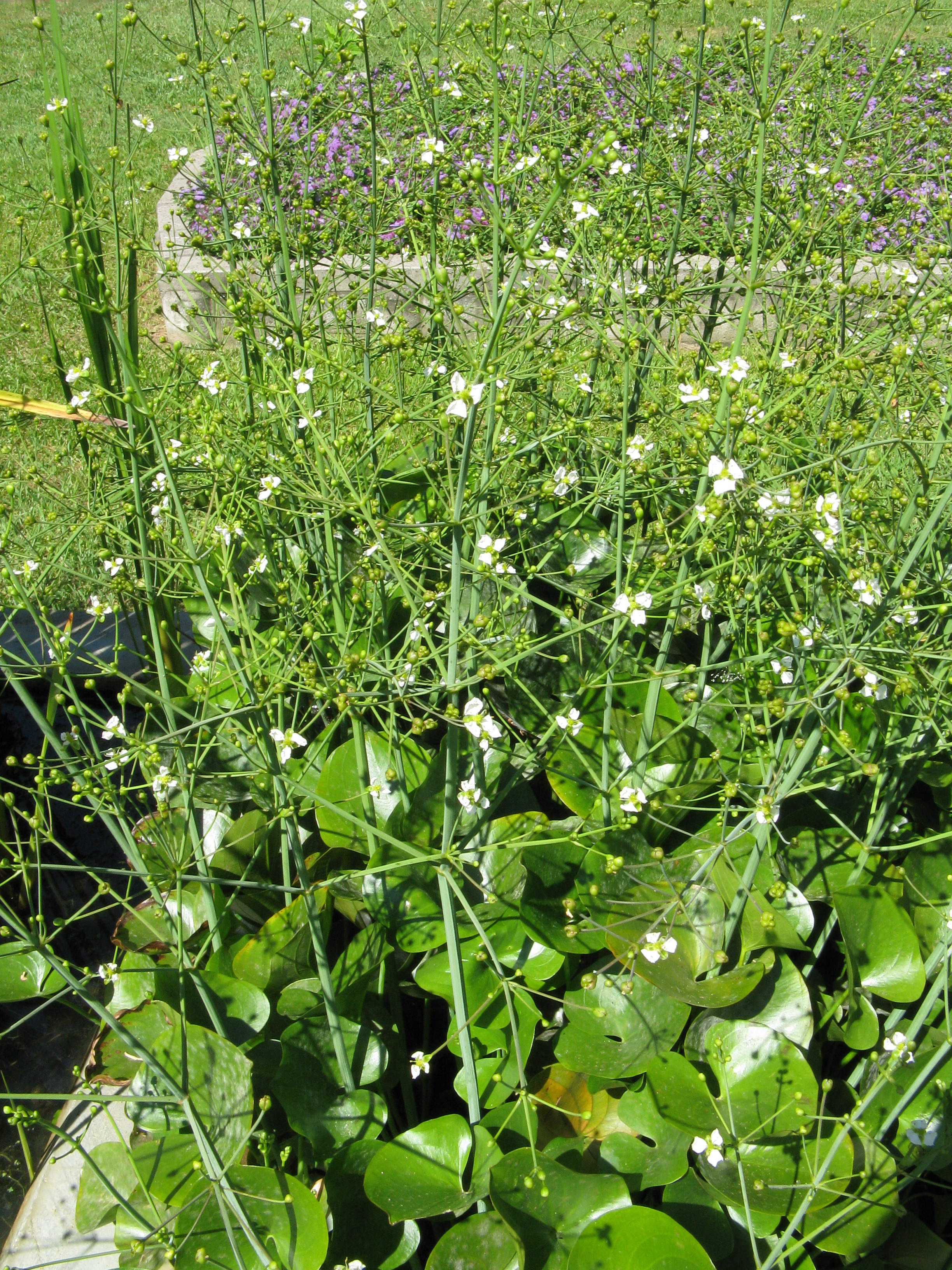
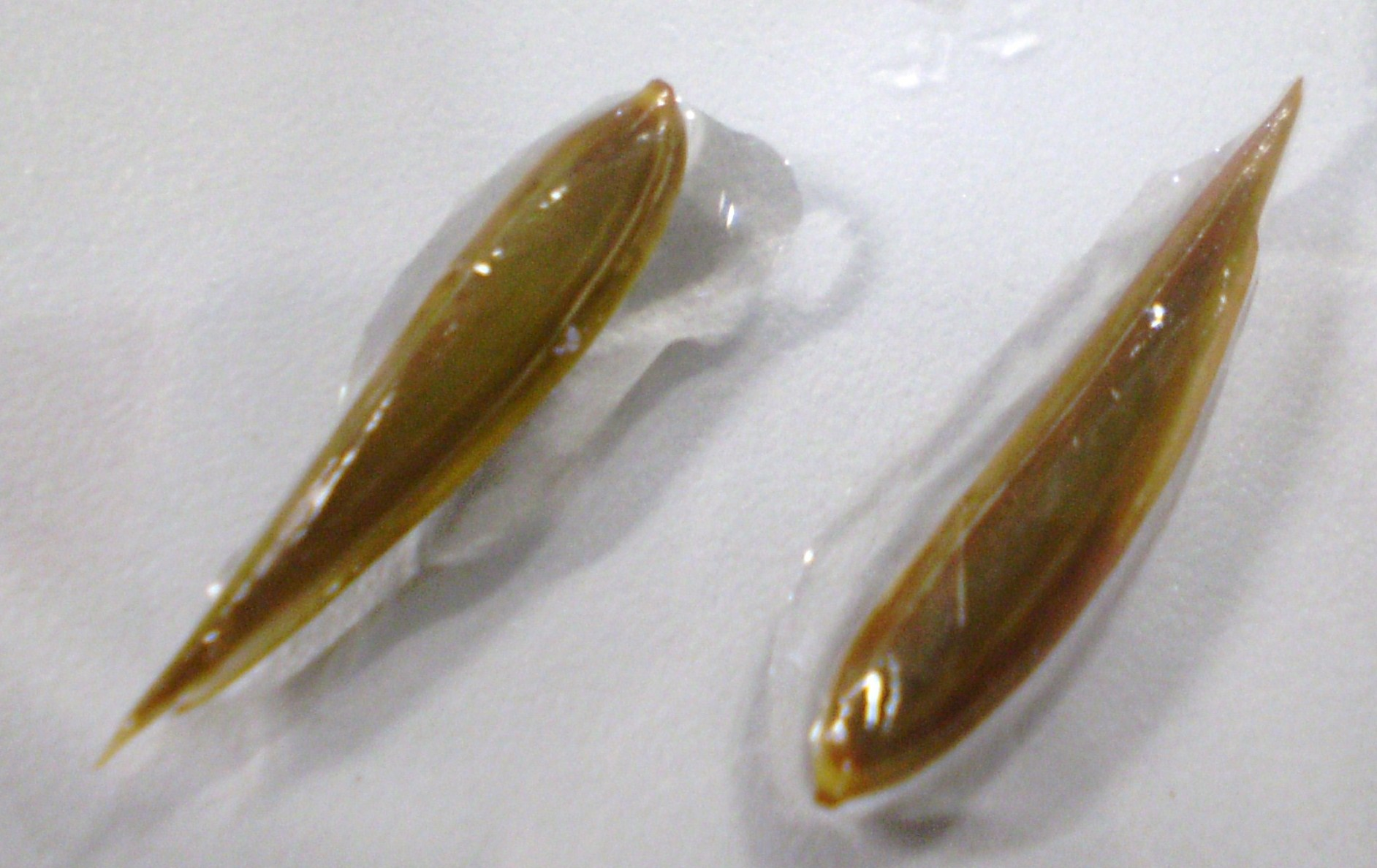
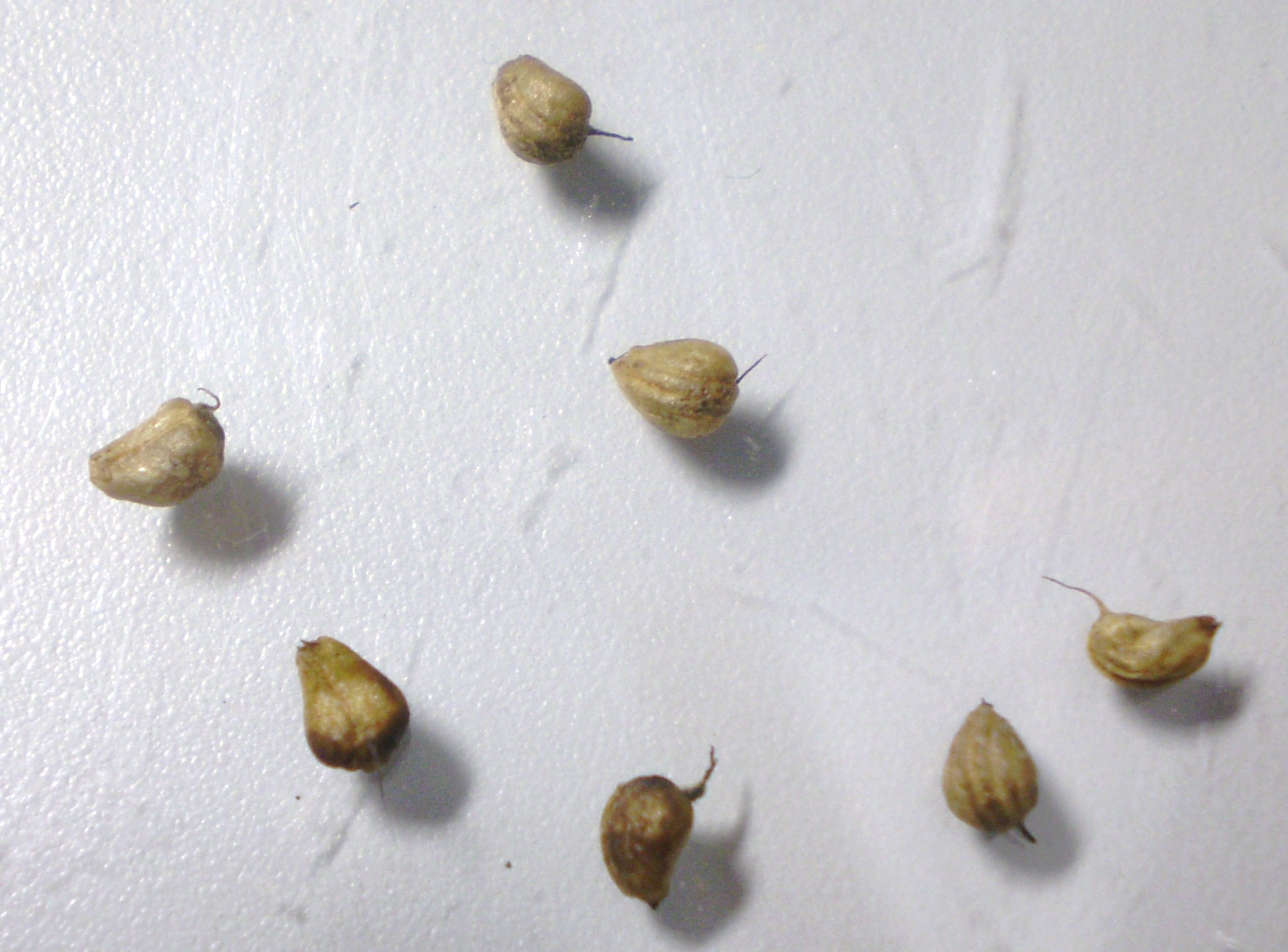
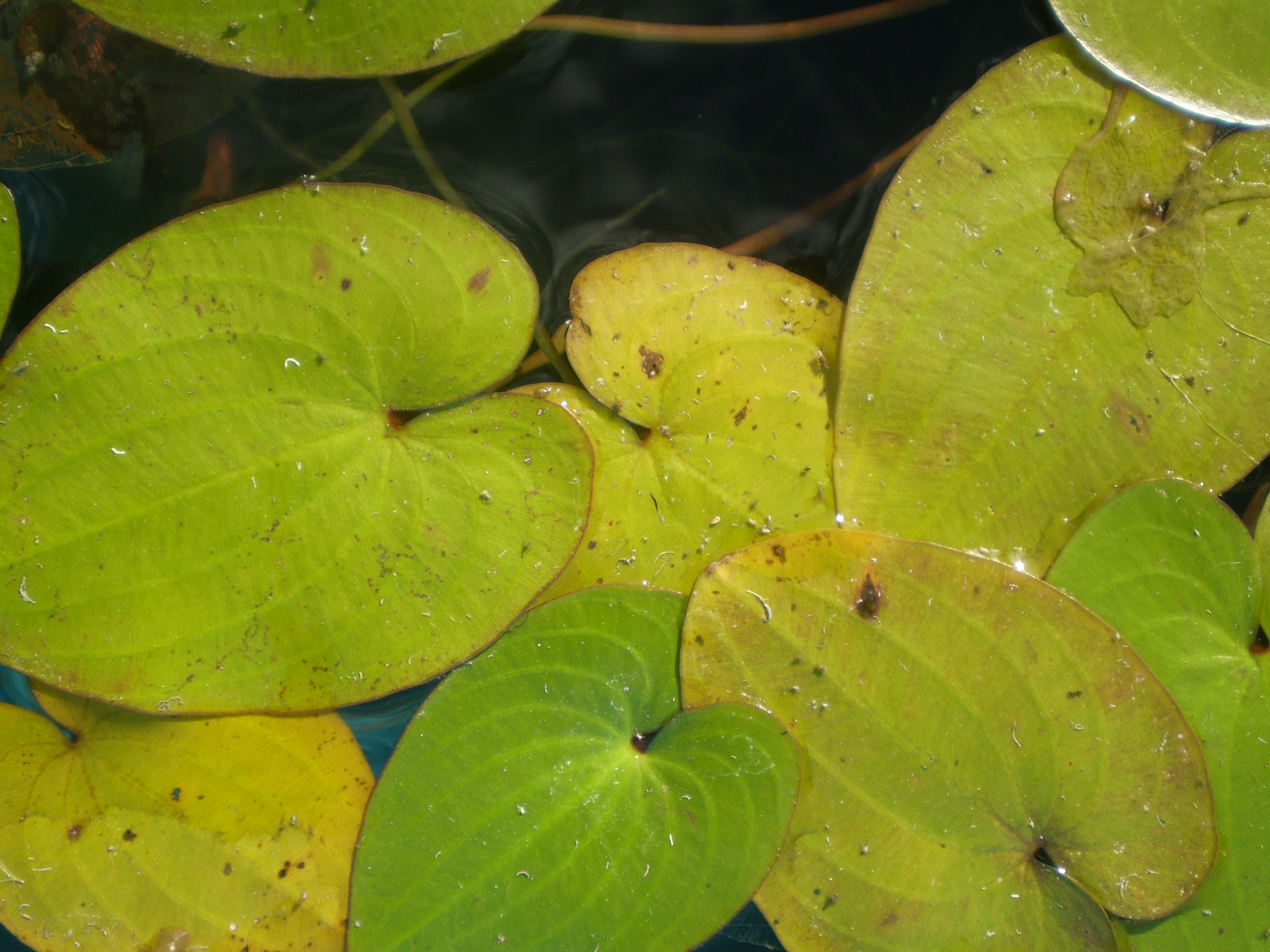
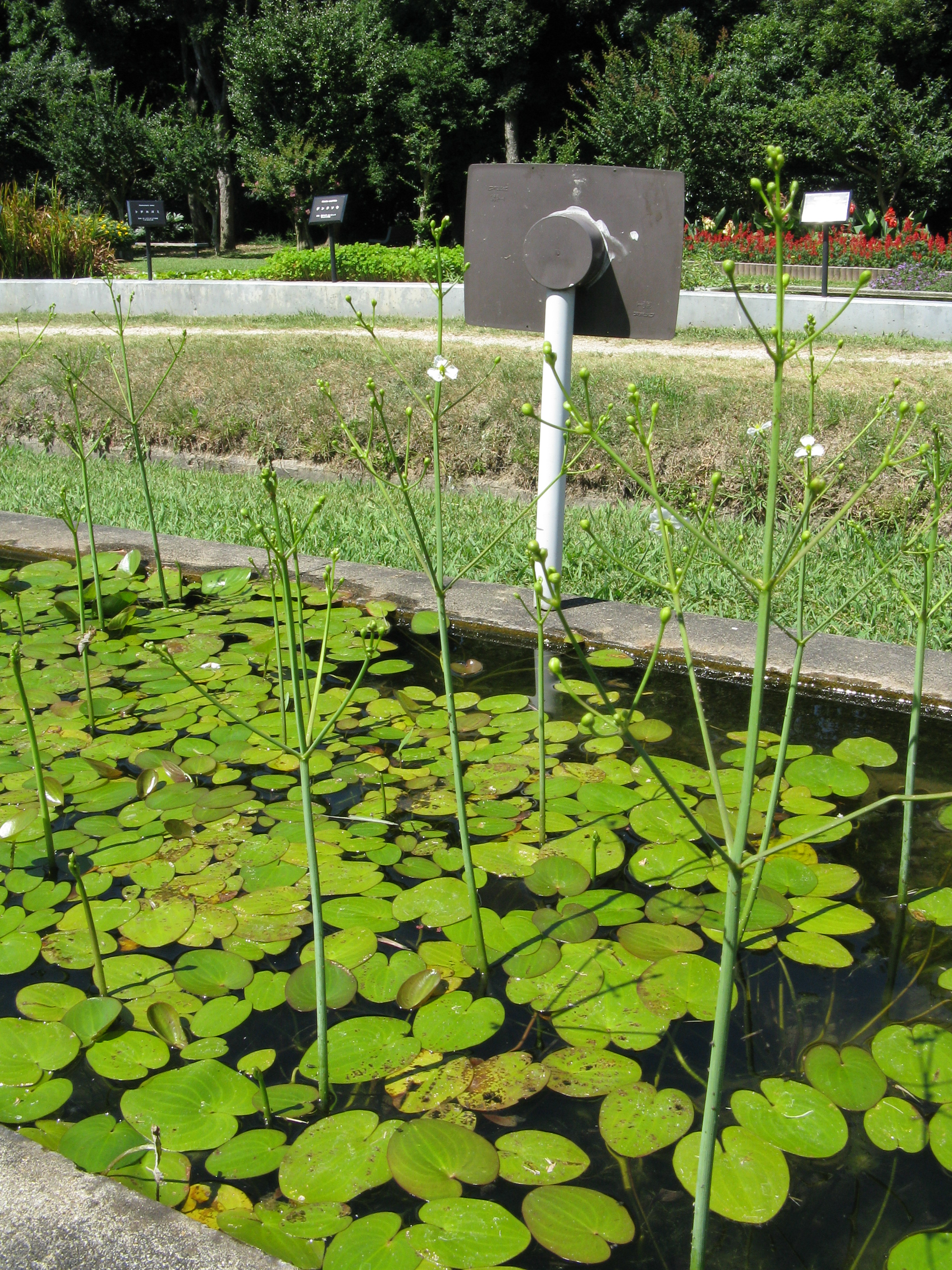